# Paint Tool SAI
SAI eller Easy Paint Tool SAI (ペイントツールSAI?) är ett bildbehandlingsprogram för Microsoft Windows som utvecklas och publiceras av Systemax Software. Programmet finns på japanska, men har även en engelsk översättning.